# Melaleuca brophyi
Melaleuca brophyi är en myrtenväxtart som beskrevs av Lyndley Alan Craven. Melaleuca brophyi ingår i släktet Melaleuca och familjen myrtenväxter.
Artens utbredningsområde är Western Australia. Inga underarter finns listade i Catalogue of Life.